# Alma mater
Alma mater (latinsko mati rednica) je bil v antičnem Rimu vzdevek različnih boginj, kasneje, v srednjem veku pa za devico Marijo.
V sodobnem času se izraz uporablja za vseučilišče (največkrat univerzo), ki jo je oseba obiskovala. Univerza v Bologni, najstarejša še delujoča univerza v Zahodnem svetu, je leta 2000 privzela moto Alma Mater Studiorum (slovensko mati rednica učenja).